# Renminbi cinese
Il renminbi (人民币S, rénmínbìP; o yuan, 元/圆S, yuánP) è la valuta avente corso legale nella Repubblica Popolare Cinese. Il renminbi è emesso dalla Banca Popolare Cinese, l'autorità monetaria della Repubblica Popolare Cinese. L'abbreviazione ufficiale dello standard internazionale ISO 4217 è CNY. L'abbreviazione comunemente usata e non conforme allo standard è RMB. Il nome renminbi (人民币S) significa «valuta del popolo».

## Unità del renminbi
L'unità base del renminbi è lo yuan. In base al sistema numerale cinese, questo carattere ha due forme: una forma informale (元) e una formale (圆), usata per prevenire alterazioni ed errori contabili. Uno yuan è diviso in 10 jiao (角S, jiǎoP). Uno jiao è diviso in 10 fen (分S, fēnP). Il taglio più grande del renminbi è la banconota da 100 yuan. Il più piccolo taglio è la moneta o la banconota da 1 fen (un centesimo di yuan).
Yuan in cinese significa letteralmente «tondo» o «moneta rotonda», quindi ha anche il significato generico di «moneta» e, spesso, è anche usato al posto del termine renminbi per indicare la valuta del paese asiatico.
Il termine «dollaro» è anche abitualmente tradotto in cinese col termine yuan (cioè nel senso generico di moneta) e l'abbreviazione RMB¥ è qualche volta indicata con CN$.
Nei negozi cinesi i prezzi sono solitamente esposti con la cifra e il simbolo 元. È anche comune l'utilizzo di una Y barrata (￥) seguita dalla cifra per segnalare un prezzo, sebbene per il sistema di codifica Unicode la Y barrata corrisponda allo yen. Al di fuori del sistema Unicode lo yen è rappresentato da una Y marcata da due barre orizzontali (¥).

## Denominazioni
Il renminbi è suddiviso in tre unità base: yuan, jiao e fen, rispettivamente 1/1, 1/10 e 1/100. Tutte le denominazioni, dalla più piccola alla più grande, sono disponibili in banconote.
La denominazione della banconota è indicata in cinese. La denominazione numeraria è indicata sia con i caratteri del sistema numerale finanziario cinese, sia con i numeri arabi.
Alla base delle banconote da uno yuan la dicitura Banca Popolare Cinese è riportata anche in quattro lingue minori: mongolo, tibetano, uiguro e zhuang.

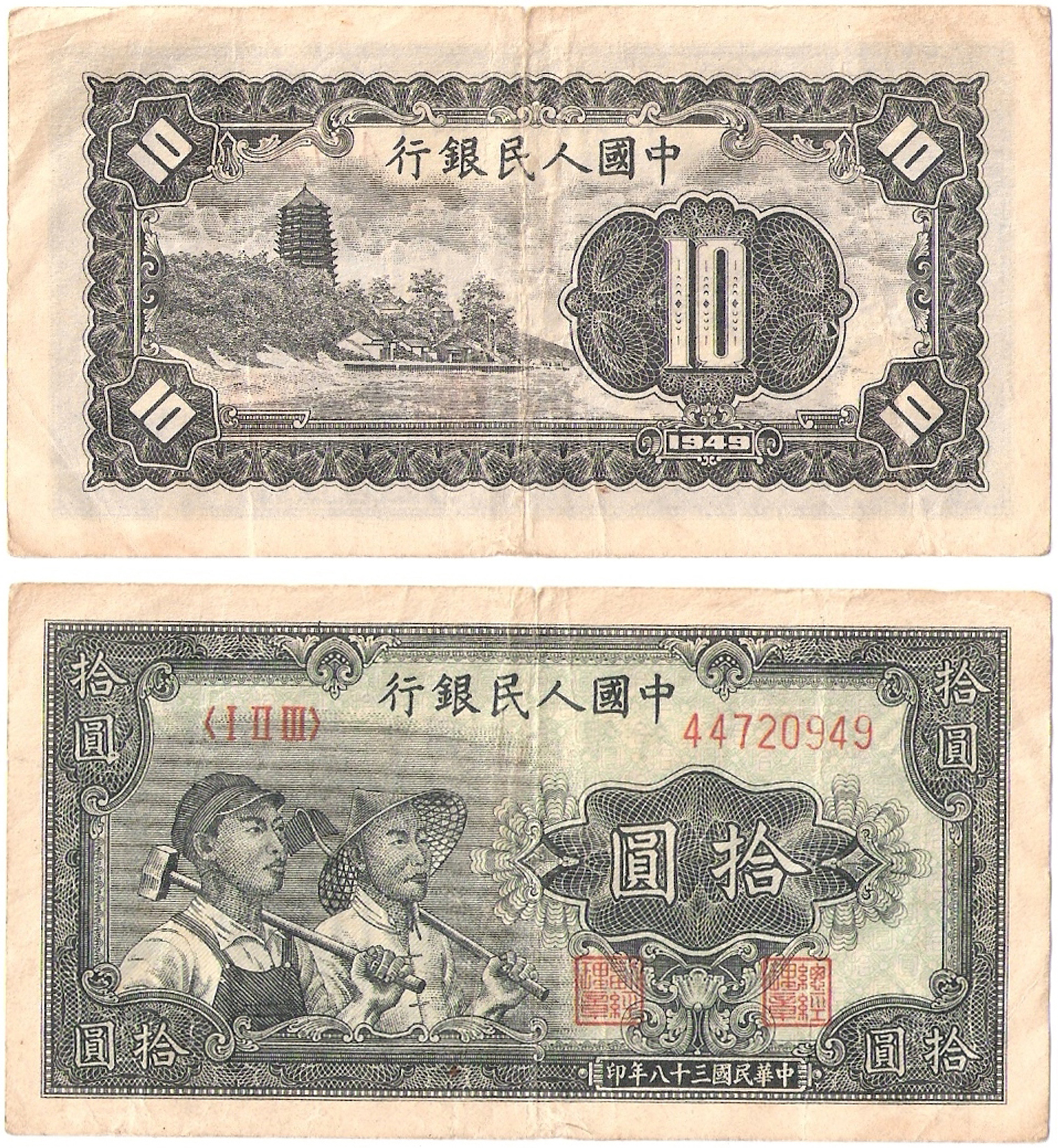

## Emissione
Dal 1948 al 2015 sono state emesse in tutto cinque distinte serie di banconote e monete per il renminbi. Le ultime due serie sono così composte:

### Quarta serie
Benché siano state emesse tra il 1987 e il 1997, le banconote e le monete di questa serie recano impresse le date 1980, 1990 e 1996.
Le banconote sono state stampate nei seguenti tagli: ¥0,1, ¥0,2, ¥0,5, ¥1, ¥2, ¥5, ¥10, ¥50 e ¥100.

### Quinta serie
Introdotte a partire dal 1999, le banconote di questa serie recano impressa la data 2005. Questa serie include dei nuovi dispositivi di sicurezza per render più ardua la contraffazione, ad esempio: la filigrana, l'inchiostro con fluorescenza alla luce ultravioletta, una striscia metallica (non prevista per la banconota da 1 CNY) e numeri che cambiano colore a seconda dell'angolo visuale (solo per le banconote da 50 CNY e 100 CNY).
Le banconote sono state stampate nei tagli da ¥1, ¥2, ¥5, ¥10, ¥20, ¥50 e ¥100. Le monete metalliche sono state coniate per i valori di ¥0,1, ¥0,5 e ¥1.
Caratteristica particolare di questa serie è il fatto che su tutte le banconote compare il ritratto di Mao Zedong, in sostituzione dei differenti volti e figure presenti nelle omologhe banconote delle serie precedenti.

### Banconote e monete valide in circolazione
| Banconote                                                                | Monete                                                       |
| ------------------------------------------------------------------------ | ------------------------------------------------------------ |
| - CNY 100 - CNY 50 - CNY 20 - CNY 10 - CNY 5 - CNY 1 - CNY 0,5 - CNY 0,1 | - CNY 1 - CNY 0,5 - CNY 0,1 - CNY 0,05 - CNY 0,02 - CNY 0,01 |

## Storia e valore
Il renminbi fu introdotto poco prima della vittoria delle forze comuniste nel 1949. La gestione dell'iperinflazione, comparsa nelle fasi conclusive del governo Kuomintang, rappresentò uno dei compiti più urgenti per il governo comunista.
Durante il periodo dell'economia pianificata furono stabiliti valori di scambio con le monete straniere e furono introdotte diverse e rigide regole di scambio. Per la maggior parte della sua storia la moneta cinese è rimasta ancorata al tasso di 2,56 renminbi per dollaro statunitense (salvo essere rivalutato a 1,50 RMB per USD, negli anni 1970, dopo il crollo del sistema di Bretton Woods e la conseguente iperinflazione).
Con l'apertura dell'economia cinese a partire dal 1978 fu creato un sistema a doppia valuta che consentiva l'uso del renminbi solo per transazioni domestiche e prevedeva certificati di cambio per le transazioni estere. Ciò determinò la nascita di un mercato nero degli scambi monetari a causa di un tasso di cambio illusorio. Questo venne via via deprezzato in modo da favorire la competitività delle esportazioni cinesi, e da 1,50 renminbi per dollaro nel 1980, si arrivò al minimo storico di 8,62 nel 1994.
Verso la fine degli anni ottanta le autorità cinesi hanno reso il renminbi più convertibile grazie all'abolizione del sistema a doppia valuta e la stabilizzazione del tasso di cambio. La paura generata dalla crisi finanziaria asiatica del 1998 ha impedito il raggiungimento della piena convertibilità della divisa cinese.

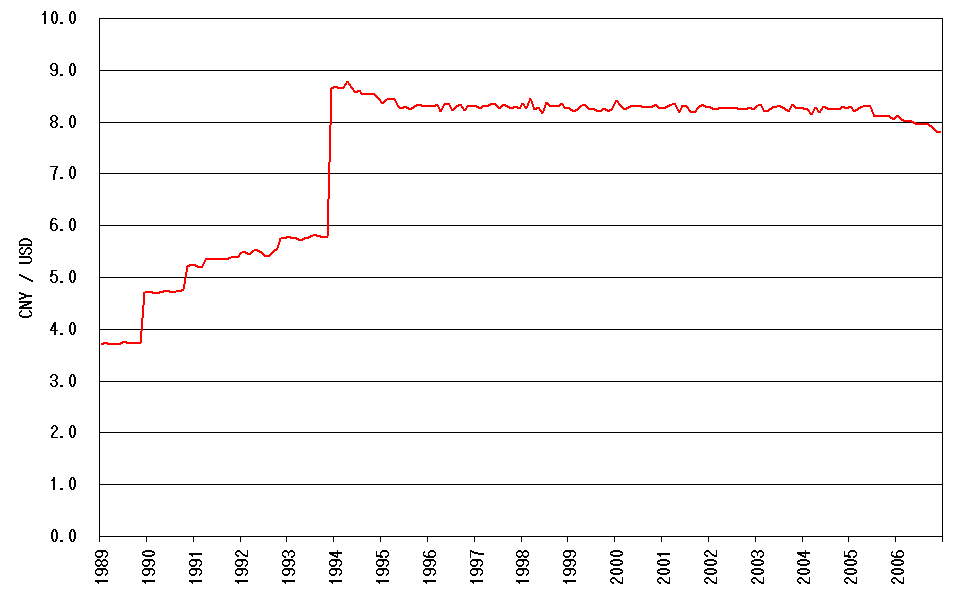
Andamento del tasso di cambio del renminbi rispetto al dollaro statunitense

Dal 1997 al 2005 il renminbi è stato ancorato al dollaro statunitense a un tasso fisso di 8,28 RMB per USD. Il 21 luglio 2005 la Banca Popolare Cinese ha sganciato il renminbi dal dollaro statunitense, ancorandolo a un paniere di valute internazionali, e istituendo un regime di cambio di tipo a fluttuazione controllata, cosicché il tasso di cambio reale può ora fluttuare entro un margine di 0,3% del valore di riferimento. Di conseguenza, il tasso di cambio si rivalutò immediatamente sugli 8,11 renminbi per dollaro statunitense.
Il tasso di cambio attuale della valuta cinese è di circa 6,38 renminbi per dollaro statunitense; il valore di un renminbi corrisponde quindi a circa quindici centesimi di dollaro statunitense.
Il tasso di cambio del renminbi è al centro di un teso dibattito internazionale. I calcoli effettuati sulla base della teoria della parità dei poteri di acquisto (il metodo più affidabile per effettuare un paragone tra diverse valute) suggeriscono infatti che il renminbi sia fortemente sottovalutato. Secondo il Fondo Monetario Internazionale un dollaro statunitense era equivalente a circa 3,462 renminbi nel 2006, a 3,621 renminbi nel 2007 e a 3,798 renminbi nel 2008, valori che corrispondono a quasi la metà dell'attuale tasso di cambio.
Un renminbi sottovalutato avvantaggia artificialmente le esportazioni cinesi, limitando al contempo le esportazioni degli altri paesi verso la Cina. Tutto ciò si tradurrebbe in una forte limitazione del mercato del lavoro nei paesi più sviluppati a vantaggio dell'occupazione cinese, nonché in continui attivi nella bilancia dei pagamenti cinese (e conseguenti passivi nelle bilance dei pagamenti dei paesi sviluppati) che hanno portato il paese ad accumulare quelle che sono di gran lunga le più ingenti riserve valutarie al mondo in termini di valore.
Tuttavia questo stato di cose favorisce anche gli interessi di diverse imprese dei paesi sviluppati che hanno spostato la produzione in Cina. Un tasso di cambio sottovalutato rende molto più appetibili, sui mercati occidentali, le merci prodotte in Cina, consentendo alle multinazionali amplissimi margini di guadagno.
Le autorità cinesi sostengono che l'abbandono del tasso di cambio fisso esporrebbe il paese ad attività di speculazione finanziaria, destabilizzerebbe l'economia e ne danneggerebbe la crescita.
Nonostante ciò, nel giugno del 2010, il governo cinese ha dichiarato come la propria moneta verrà graduatamene apprezzata e che sarà sottoposta a un'oscillazione dello 0,5%.
Nel novembre del 2013 è stato accertato come la moneta cinese sia la seconda valuta, dopo il dollaro, nelle transazioni commerciali, superando l'euro.
Il 1º dicembre 2015, il renminbi cinese è divenuto una delle sei valute di riserva approvate dal FMI: la direzione del FMI ha motivato questa decisione asserendo che, oltre al fatto che nel 2014 le esportazioni della Cina hanno totalizzato il 12,4% degli scambi internazionali mondiali, il renminbi ottempera al requisito di essere una valuta "ampiamente utilizzata" nelle transazioni internazionali.
A partire dal 2018 la valuta cinese è entrata a far parte del circuito delle valute scambiate nel mercato energetico mondiale, dopo che la Repubblica Popolare ha aperto a Shangai il primo mercato nazionale di futures petroliferi denominati in yuan.

## Hong Kong e Macao
La dottrina una Cina, due sistemi, adottata a partire, rispettivamente, dal 1997 e dal 1999 per Hong Kong e Macao, consente a queste due regioni amministrative speciali della Repubblica Popolare Cinese di mantenere la sovranità monetaria, infatti la valuta di Hong Kong è il dollaro di Hong Kong, mentre a Macao la valuta è la pataca di Macao. Entrambe le valute sono indipendenti dal renminbi cinese, in quanto sono emesse dalle locali banche centrali. Non è comunque impossibile a priori l'uso del renminbi: a Macao la moneta della Cina continentale è accettata in alternativa alla pataca, a Hong Kong invece tale possibilità è più rara e di solito i negozianti espongono fuori i propri esercizi commerciali dei cartelli per indicare se il pagamento è accettato o meno in renminbi.